# Францішек Красінський
Францішек Красінський гербу Слєповрон (нар. 10 квітня 1525, Красне — пом. 16 березня 1577, Бодзентин) — польський римо-католицький і державний діяч, дипломат; краківський єпископ (1572–1577), секретар королівський (1560–1569), підканцлер коронний (1569–1574).

## Життєпис

### Родина
Францішек народився 10 квітня 1525 року, імовірно у селі Красне, у сім'ї стольника цеханувського Яна Анджея Красінського та Катажини Мроковської з Мурованого Мнішева, яка, можливо, походила з роду Мішевських гербу Любич). Мав 4 братів і 4 сестри: секретаря королівського і архідиякона краківського Станіслава, суддю земського цеханувського Анджея, каноніка краківського і кустоса крушвицького Миколая й каштеляна серпцького Войцеха; Анну — дружину Пйотра Шидловського, Барбару — дружину Лукаша Коморовського, Дороту — дружину Якуба Пченського та Станіслава Бжеського, Евфемію — дружину Станіслава Лосовського. Був протектором своїх племінників (синів брата Анджея) — секретаря королівського Яна Анджея, каштеляна цеханувського Францішека та воєводи плоцького Станіслава. Завдяки ньому останні отримали ґрунтовну гуманістичну освіту. Францішек був також родичем примаса Миколая Дзєжґовського, у котрого був секретарем.

### Навчання
Початкову освіту здобув у гімназії в Зґожельці, потім навчався під керівництвом Філіппа Меланхтона у Віттенберзькому університеті, звідки, за порадою єпископа Дзєжґовського, звільнився. 1541 року вступив до Краківського університету, пізніше поїхав до Італії, де навчався у Болонському, а 4 червня 1551 року у Римському університеті став доктором обох прав

### Політична кар'єра
1560 року Францішек Красінський став за протекції примаса Яна Пшерембського секретарем короля Сигізмунда Августа. Виконував дипломатичні функції, зокрема у Відні, де перебував при дворі імператора Священної Римської імперії як посол протягом 1565–1568 років. На Сеймі у Любліні в січні 1569 року здобув уряд підканцлера коронного, який обіймав до 1574 року. Красінський, керуючи меншою королівською канцелярією, здійснював великий вплив на державні справи, зокрема розгорнув активну діяльність щодо розробки документів Люблінської унії 1569 року, сприяв прилученню до Корони Підляшшя і Волині, врешті був підписантом всіх документів. Його співробітниками і помічниками у канцелярії були його рідний брат Станіслав, Анджей Патрицій Нідецький і Мартін Кромер.

### Церковна кар'єра
Протягом життя Францішек Красінський займав ряд церковних посад. У першій половині 1550-х років був секретарем примаса Миколая Дзєжґовського, одночасно був архідияконом каліським, каноніком луцьким і ловицьким. 1555 року став каноніком краківським, 1556 року — ґнєзненським. Брав участь у синоді у Варшаві 1561 року як представник ґнєзненської капітули, також представляв капітулу на сеймах 1557 і 1561 років. Виступав посередником у Римі у 1555 і 1558 роках між польською церковною ієрархією та папською курією. Співпрацював зі Станіславом Гозієм, якому допомагав у виданні його magnum opus — «Confessio fidei catholicae christiana» у Венеції.
Був також пробстом плоцької катедральної капітули (1568–1574), каноніком плоцьким, 1569 року став також архідияконом варшавським, 1570 року — пробстом ломжинським.
2 червня 1572 року отримав папську провізію на єпископа краківського, обійняв цю посаду 10 липня. Упродовж перших двох років він поєднував цю посаду з урядом пробста плоцької капітули. Критикував папську інквізицію та постанови Тридентського собору. Ставився толерантно до іновірців. Всупереч тиску нунціатури та всього єпископату, він був єдиним польським єпископом, який підписав акт Варшавської конфедерації 1573 року, акт свободи совісті 1573 року, який легалізував свободу віросповідання у Речі Посполитій, надав формальних прав протестантизму. За цей вчинок він отримав хвилю критики та обурення, догану краківської капітули за свою поведінку та заклик проявляти більшу рішучість у справах віри. Будучи краківським єпископом, він видав статути, які організовували діяльність краківської капітули, підтримував розвиток і діяльність благодійних закладів (так званих «благочестивих банків») і розвиток осадництва на єпископських землях «держави Мушинської» (мушинського староства).
Красінський брав участь у з'їзді в Книшині 31 серпня 1572 року. 1573 року затвердив елекцію Генріха III польським королем. Був учасником з'їзду у Стенжиці 1575 року. Цього ж року підписав вільну елекцію імператора Священної Римської імперії Максиміліана II.
Будучи хворим на туберкульоз, він часто зупинявся в замку краківських єпископів у Бодзентині. Там він і помер 16 березня 1577 року, згідно з заповітом був похований у місцевому костелі Успіння Пресвятої Богородиці та святого Станіслава, де й досі зберігся його пам'ятник роботи майстерні Джеронімо Канавезі.